# Ruth Edwards
Ruth Edwards   (Keighley, 9 de juliol de 1993) és una ciclista estatunidenca especialista en la pista i carretera. Actualment milita a l'equip Human Powered Health.

## Palmarès en pista
- 2010
  -  Campiona dels Estats Units en persecució per equips
- 2013
  -  Campiona dels Estats Units en persecució per equips
- 2015
  - Campiona als Campionats Panamericans en persecució per equips (amb Jennifer Valente, Sarah Hammer i Kelly Catlin)

## Palmarès en ruta
- 2017
  - 1a al Joe Martin Stage Race i vencedora de 3 etapes
  - 1a al Redlands Bicycle Classic i vencedora d'una etapa
  - 1a al Tour de Feminin-O cenu Českého Švýcarska i vencedora de 2 etapes
  - Vencedora de 2 etapes al North Star Grand Prix
- 2018
  - Vencedora d'una etapa al Giro d'Itàlia[2]
  - Vencedora de 2 etapes al Tour de l'Ardecha
- 2019
  -  Campiona dels Estats Units de ciclisme en ruta
  - Vencedora d'una etapa de la Setmana Ciclista Valenciana
  - Vencedora d'una etapa a la Volta a Bèlgica
- 2020
  - 1r al Santos Women's Tour i vencedora d'una etapa
- 2021
  - 1a a la Fletxa Brabançona
  - Vencedora d'una etapa al Tour de l'Ardecha
- 2024
  - 1a a la Volta a Turíngia
- 2025
  -  Campiona Panamericana en contrarellotge

### Resultats a les Grans Voltes

#### Giro d'Itàlia
- 2013: 102a posició
- 2014: 119a posició
- 2018: 14a posició, vencedora de la 1a etapa (contrarellotge per equips) i la 5a etapa
- 2019: 29a posició
- 2020: 41a, vencedora de la 1a etapa (contrarellotge per equips)
- 2021: abandonament (10a etapa), vencedora de la 1a etapa (contrarellotge per equips)
- 2024: 30a posició
- 2025: 46a posició

#### Tour de França
- 2024: abandonament (8a etapa)
- 2025: 30a posició